# Bothriomyrmex gibbus
Bothriomyrmex gibbus é uma espécie de inseto do gênero Bothriomyrmex, pertencente à família Formicidae.